# Wallace & Gromit: Vengeance Most Fowl
Wallace & Gromit: Vengeance Most Fowl (bra: Wallace & Gromit: Avengança; prt: Wallace & Gromit: A Vingança das Aves) é um filme britânico de animação em stop-motion lançado em 2024, produzido pela Aardman Animations e pela BBC, em parceria com a Netflix. O longa foi dirigido por Nick Park e Merlin Crossingham. Trata-se do sexto filme da franquia Wallace & Gromit e o segundo longa-metragem, lançado quase duas décadas após Wallace & Gromit: The Curse of the Were-Rabbit (2005).
O filme marca o retorno de Feathers McGraw, o icônico vilão pinguim apresentado em The Wrong Trousers (1993). Na trama, Feathers McGraw arquiteta um plano de vingança contra Wallace e Gromit, utilizando um gnomo de jardim robótico reprogramado para causar caos. A história mescla humor, suspense e criatividade, características marcantes da série, agradando tanto fãs de longa data quanto uma nova geração de espectadores.
O lançamento foi amplamente elogiado por sua animação detalhada, roteiro envolvente e fidelidade ao espírito da franquia, consolidando a reputação de Wallace & Gromit como uma das mais icônicas produções do cinema em stop-motion.
Wallace & Gromit: Vengance Most Fowl estreou no American Film Institute em 27 de outubro de 2024. Foi transmitido pela BBC One e BBC iPlayer em 25 de dezembro no Reino Unido, tornando-se a segunda transmissão mais assistida no Reino Unido desde 2022; foi lançado na Netflix internacionalmente em 3 de janeiro de 2025. O filme tem uma classificação de 100% no site agregador de críticas Rotten Tomatoes.

## Trama
Wallace cria um gnomo de jardim robótico chamado Norbot e lança um negócio contratando-o para cuidar dos jardins das pessoas. Enquanto isso, Gromit, seu leal cachorro, começa a se sentir excluído e preocupado com a crescente dependência de Wallace na tecnologia. Incomodado pelo som da recarga de Norbot à noite, Gromit leva o robô para o porão e o conecta a um computador para recarregar de maneira mais silenciosa.
Feathers McGraw, um pinguim capturado por Wallace e Gromit após roubar o Diamante Azul do museu da cidade, foi preso em um zoológico. Ao assistir na televisão sobre Norbot, o robô criado por Wallace, McGraw decide agir. Ele invade o computador de Wallace e reprograma Norbot para obedecê-lo, utilizando-o para construir um exército de gnomos robóticos. Enquanto trabalham em jardins por toda a cidade, os gnomos roubam diversos objetos valiosos de maneira discreta.
O inspetor-chefe Albert Mackintosh e seu novo recruta, PC Mukherjee, investigam os misteriosos roubos e concluem que Wallace é o culpado. Como resultado, eles confiscam a maioria de suas invenções, mas não conseguem localizar os gnomos responsáveis pelos crimes.
Gromit recupera o dispositivo de rastreamento de gnomos de Wallace na delegacia de polícia e segue o sinal até o zoológico. Lá, ele descobre que os gnomos usaram os objetos roubados para construir um submarino, planejado para ajudar Feathers a escapar pela rede de esgoto.
Feathers percebe a presença de Gromit e ordena que Norbot o derrube da árvore onde ele está escondido. Ambos caem no chão, mas o impacto restaura Norbot às suas configurações originais, devolvendo-o ao controle de Wallace.
Gromit vai ao museu para verificar a reinstalação do Diamante Azul na exposição, mas descobre que ele foi substituído por um simples nabo. Feathers McGraw havia escondido o diamante verdadeiro no antigo bule de chá de Wallace antes de ser capturado no passado.
Ao retornar para casa, Gromit e Wallace são surpreendidos pelos gnomos, que os capturam. Feathers recupera o diamante escondido no bule de chá e, em seguida, tranca Wallace e Gromit dentro de um armário, deixando-os incapazes de interferir em seus planos.
Wallace e Gromit usam um soprador de folhas improvisado para escapar do armário junto com Norbot. Determinados a impedir Feathers, eles o perseguem em barcos estreitos por um canal, enquanto Mackintosh e Mukherjee os seguem em uma bicicleta, tentando alcançar o vilão.
Durante a perseguição, Wallace utiliza uma engenhoca que lança botas nos gnomos, reiniciando-os e neutralizando a ameaça. Gromit consegue pular a bordo do barco de Feathers, mas o pinguim, percebendo que a polícia bloqueou o canal à frente, desvia para um aqueduto.
Com o barco precariamente balançando na beira do aqueduto, Wallace convence Gromit a entregar a bolsa contendo o diamante para Feathers como forma de distraí-lo. Feathers, acreditando ter vencido, salta do barco para escapar, mas a manobra faz o barco cair do aqueduto. No último instante, Gromit é resgatado por Norbot e os outros gnomos, agora restaurados às suas configurações originais.
Feathers escapa em um trem com destino a Yorkshire, mas logo percebe que Gromit havia trocado o diamante por um nabo antes de entregá-lo. Furioso e derrotado, Feathers é finalmente capturado pela polícia.
De volta à cidade, o inspetor-chefe Mackintosh elogia Mukherjee por confiar em seus instintos durante a investigação e decide se aposentar da polícia, deixando o recruta como seu sucessor.
Enquanto isso, Wallace retorna ao trabalho em novas invenções, reconhecendo que, por mais úteis que sejam, as máquinas jamais poderão substituir o toque humano. Gromit, por sua vez, aprende a aceitar Norbot e o acolhe como parte da família, trazendo equilíbrio entre tradição e tecnologia.

## Produção
Durante a produção de A Matter of Loaf and Death (2008), Nick Park comentou publicamente sobre as dificuldades em trabalhar com a DreamWorks Animation durante a produção de The Curse of the Were-Rabbit (2005), como as constantes notas de produção e as exigências para alterar o material para atrair mais as crianças americanas. Isso o desencorajou de produzir outro longa-metragem por anos, com Peter Lord observando que Park preferia o "formato de meia hora".
Um novo filme de Wallace & Gromit foi anunciado em janeiro de 2022, com Park e Merlin Crossingham como diretores, a partir de um roteiro de Mark Burton, enquanto Claire Jennings foi anunciada para produzir. A fábrica que produziu o Lewis Newplast, a argila de modelagem usada pela Aardman, fechou em março de 2023; a Aardman comprou argila restante suficiente para cobrir o novo filme. O Daily Telegraph relatou inicialmente que o estúdio pode não ser capaz de produzir novos filmes posteriormente devido à falta de argila, mas a Aardman divulgou uma declaração esclarecendo que encontraria um novo fornecedor.
O título do filme foi confirmado como Vengeance Most Fowl em 6 de junho de 2024, junto com a revelação de que Feathers McGraw, o vilão de The Wrong Trousers (1993), retornaria. Naquela época, Richard Beek foi anunciado como substituto de Claire Jennings como produtor, embora Jennings permanecesse creditado como produtor consultor.

## Música
A trilha sonora foi composta por Lorne Balfe e pelo compositor da série Julian Nott, com os temas compostos por Nott. Balfe forneceu anteriormente música adicional para a trilha sonora de Nott em The Curse of the Were-Rabbit (2005). " Born Free ", de Matt Monro, também aparece brevemente no filme, interpretado por Feathers McGraw durante a cena de fuga.

## Lançamento
Vengeance Most Fowl estreou mundialmente no dia de encerramento do AFI Fest em 27 de outubro no Grauman's Chinese Theatre em Hollywood, Los Angeles, com um lançamento limitado nos cinemas marcado para 18 de dezembro de 2024. Foi ao ar no Reino Unido pela BBC One em 25 de dezembro de 2024 e foi lançado mundialmente pela Netflix em 3 de janeiro de 2025. Para promovê-lo, a BBC encomendou três identidades de Natal com o tema Wallace & Gromit para a BBC One, para serem exibidas durante a temporada de Natal. Vengeance Most Fowl foi assistido por 9,38 milhões de telespectadores da BBC One no dia de Natal. Foi a segunda transmissão mais assistida no Reino Unido desde 2022, depois do especial de Natal de Gavin &amp; Stacey, também transmitido naquele dia.

## Recepção

### Resposta crítica
No site agregador de críticas Rotten Tomatoes, 100% das 97 resenhas dos críticos são positivas, com uma classificação média de 8.4/10. O consenso do site diz: "Comforting as cheese and crackers, with some gentle ribbing of modern technology sprinkled on top, Vengeance Most Fowl revives this lovable pair with all their charm intact." O Metacritic, que usa uma média ponderada, atribuiu ao filme uma pontuação de 83 em 100, baseado em 26 críticos, indicando "aclamação universal".

## Futuro
Após o lançamento de Vengeance Most Fowl, o criador Nick Park confirmou que este não seria o fim da série. Em declarações à BBC, ele disse: "[Não é] certamente o fim, acho que ainda há muito salto em seu bungee. Continuaremos. Sempre há ideias que valem a pena serem discutidas." O diretor Merlin Crossingham acrescentou: "Nos dê um minuto, eles demoram um pouco para serem feitos!"

## Premiações
| Prêmio                                        | Data da cerimônia      | Categoria                                  | Recipiente(s)                         | Resultado |
| --------------------------------------------- | ---------------------- | ------------------------------------------ | ------------------------------------- | --------- |
| Hollywood Music in Media Awards               | 20 de novembro de 2024 | Melhor Trilha Original – Filme de Animação | Lorne Balfe & Julian Nott             | Indicado  |
| Astra Film Awards                             | 8 de dezembro de 2024  | Melhor Filme de Animação                   | Wallace & Gromit: Vengeance Most Fowl | Indicado  |
| Washington D.C. Area Film Critics Association | 8 de dezembro de 2024  | Melhor Filme de Animação                   | Wallace & Gromit: Vengeance Most Fowl | Indicado  |
| San Diego Film Critics Society                | 9 de dezembro de 2024  | Melhor Filme de Animação                   | Wallace & Gromit: Vengeance Most Fowl | Indicado  |
| Chicago Film Critics Association Awards       | 11 de dezembro de 2024 | Melhor Filme de Animação                   | Wallace & Gromit: Vengeance Most Fowl | Indicado  |
| Chicago Film Critics Association              | 12 de dezembro de 2024 | Melhor Filme de Animação                   | Wallace & Gromit: Vengeance Most Fowl | Indicado  |
| San Francisco Bay Area Film Critics Circle    | 15 de dezembro de 2024 | Melhor Filme de Animação                   | Wallace & Gromit: Vengeance Most Fowl | Indicado  |
| New York Film Critics Online                  | 16 de dezembro de 2024 | Melhor Animação                            | Wallace & Gromit: Vengeance Most Fowl | Indicado  |
| Seattle Film Critics Society                  | 16 de dezembro de 2024 | Melhor Filme de Animação                   | Wallace & Gromit: Vengeance Most Fowl | Indicado  |
| Capri Hollywood International Film Festival   | 2 de janeiro de 2025   | Melhor Filme de Animação                   | Wallace & Gromit: Vengeance Most Fowl | Venceu    |
| Golden Globe Awards                           | 5 de janeiro de 2025   | Melhor Filme de Animação                   | Wallace & Gromit: Vengeance Most Fowl | Indicado  |
| Austin Film Critics Association               | 6 de janeiro de 2025   | Melhor Filme de Animação                   | Wallace & Gromit: Vengeance Most Fowl | Indicado  |